# Alt bărbat, altă femeie
Alt bărbat, altă femeie (titlul original: în franceză Un autre homme, une autre chance) este un film dramatic franco-american, realizat în 1977 de regizorul Claude Lelouch protagoniști fiind James Caan și Geneviève Bujold. 

## Distribuție
- James Caan – David Williams
- Geneviève Bujold – Jeanne Leroy
- Francis Huster – Francis Leroy
- Jennifer Warren – Mary Williams
- Susan Tyrrell – Debbie / Alice
- Rossie Harris – Simon Williams
- Linda Lee Lyons – Sarah Leroy
- Diana Douglas – Marys Mutter
- Fred Stuthman – Marys Vater
- Bernard Behrens – Springfield
- Jacques Villeret – Kunde
- Michael Berryman – erster Bandit
- Dominic Barto – Verletzter
- Richard Farnsworth – Kutscher